# Sarlay István

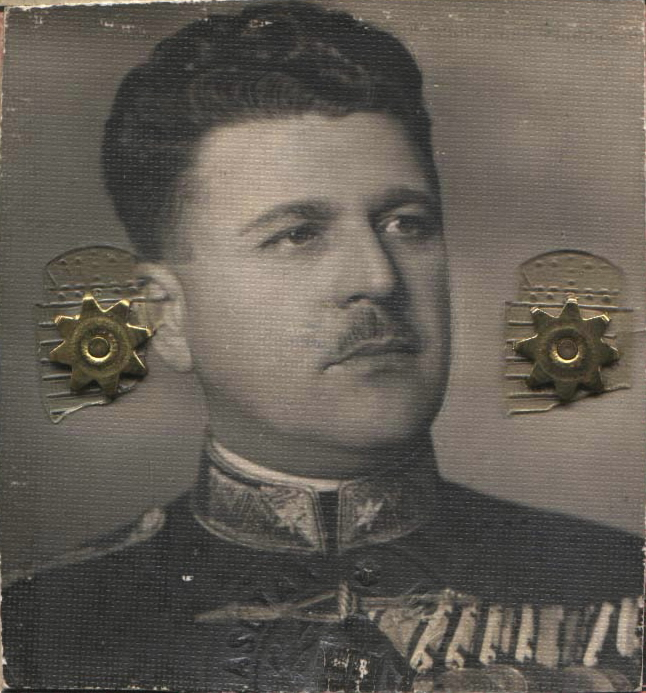
vitéz Sarlay István

vitéz Sarlay István (eredeti neve: Schwartz István) (Dunaszerdahely, 1894. május 22. – Dunaszerdahely, 1962. augusztus 13.) császári és királyi katonatiszt, magyar királyi csendőrtiszt, az Első Magyar Kartonlemezgyár Rt. főtisztviselője.

## Élete

### Származása, ifjúságának évei
Schwartz József kertész (szül. 1867-ben Dunaszerdahelyen) és felesége, Teresia Breitzer (szül. 1869-ben Bécsben) öt gyermekének egyikeként született. Tanulmányait a bécsújhelyi Mária Terézia Katonai Akadémián (Theresianische Militärakademie) végezte. Fiatalkorában a dunaszerdahelyi DAC labdarúgójaként is ismerték, egy 1919-es fényképen is megörökítették, amely a Dunaszerdahely – Komárom mérkőzés után készült.(Szinte pontosan a kép közepén találjuk őt – középső sorban balról az ötödik.)

### Az első világháborúban
Bosznia-Hercegovinában a cs. és kir. bosznia-hercegovinai tábori vadászzászlóaljnál később a pozsonyligeti határvédő parancsnokságnál szolgált mint önkéntes szakaszvezető, zászlós, hadnagy, főhadnagy.
- Kitüntetései: 
  - Signum Laudis Katonai Érdemérem hadiszalagon kardokkal
  - Vitézségi érem 1. oszt. (nagy ezüst)
  - Vitézségi érem 2. oszt. (kis ezüst)
  - Vitézségi érem 3. oszt. (bronz)
  - Károly Csapatkereszt (IV. Károly király alapította, adományozási feltétel volt a min. 3 havi frontszolgálat)
  - Sebesültek érme (Sarlay esetében különleges szalagon adományozva, mivel a harcok során kétszer is sebesült)
- Rend: 
  - Vitézi Rend (az első világháborús érdemei és vitéz tettei alapján 1923-ban vitézzé avatták, tagja lett a Vitézi Rendnek)
- Emlékérmek:
  - Magyar háborús emlékérem
  - Osztrák háborús emlékérem

### Szolgálati ideje 1944-ig
1920. január 1-jétől 1944. április 30-áig m. kir. csendőrtiszt (főhadnagy, százados, őrnagy és alezredes).
1937-ben tiszti díszőrség tagja Habsburg–Lotaringiai Frigyes főherceg (Teschen utolsó hercege, császári és király tábornagy, az Osztrák–Magyar Monarchia haderejének főparancsnoka) ravatalánál. Frigyes főherceg temetése 1937-ben Magyaróváron a Magyar Királyság legnagyobb királyi eseménye volt, IV. Károly király 1916-os koronázása után.
1944-ben a német megszállás után hivatalosan kérvényezte nyugállományba helyezését, ami a magyar rendőri vagy csendőri apparátusban igen ritka tett volt, a szolgálata vége után az Első Magyar Kartonlemezgyár Rt. főtisztviselője.
A második világháború alatt a zsidók megsegítésében és bújtatásában is részt vett.
- Kitüntetés: 
  - Nemzetvédelmi Kereszt (az adományozás feltétele volt, hogy az illető ne csak a kommunistákkal, de a hazai nyilasokkal is szemben álljon)

### Család
Sarlay első felesége Marschall Ilona, Dr. Marschall dunaszerdahelyi orvos lánya volt. Gyermekük nem született. 
Második feleségével Csánó Zitával 1951. május 24-én kötött házasságot Dunaszerdahelyen. Házasságukból két gyermekük született.

### A második világháború után
Sarlay a második világháború után egy ideig Záhorská Bystricán /Szlovákia/ élt, később Dunaszerdahelyre költözött, és mint könyvelő Albárban (Dolný Bar) dolgozott. Élete végéig osztályellenségként volt kezelve.  1962. augusztus 13-án hunyt el.

## Külső hivatkozások
- HM Hadtörténeti Intézet és Múzeum – rangsorolás Archiválva 2010. október 27-i dátummal a Wayback Machine-ben